# Sven Erik Bystrøm
Sven Erik Bystrøm (Haugesund, 21 januari 1992) is een Noors wielrenner die anno 2024 rijdt voor Groupama-FDJ.

## Carrière
In 2014 werd hij wereldkampioen op de weg bij de beloften.
Voor het seizoen 2015 tekende hij een contract bij het World Tour-team Katjoesja, vanaf augustus 2014 liep hij daar stage.
In 2016 nam Bystrøm deel aan de wegwedstrijd op de Olympische Spelen in Rio de Janeiro, maar reed deze niet uit.

## Overwinningen
2010
3e etappe Rothaus Regio-Tour
2012
Eschborn-Frankfurt, Beloften
2014
 Wereldkampioen op de weg, Beloften
2015
Jongerenklassement Ronde van de Sarthe
Proloog Ronde van Oostenrijk (ploegentijdrit)

## Resultaten in voornaamste wedstrijden
| Jaar | Ronde van Italië | Ronde van Frankrijk | Ronde van Spanje |
| ---- | ---------------- | ------------------- | ---------------- |
| 2015 |                  |                     |                  |
| 2016 |                  |                     | 141e             |
| 2017 |                  |                     | opgave           |
| 2018 |                  |                     | 113e             |
| 2019 |                  | 110e                |                  |
| 2020 |                  |                     |                  |
| 2021 |                  |                     |                  |
| 2022 |                  | 93e                 |                  |
| 2023 | opgave           |                     |                  |
| 2024 |                  |                     | 117e             |
| 2025 | 130e             |                     |                  |

| Jaar | Milaan-San Remo | Gent-Wevelgem | Ronde van Vlaanderen | Parijs-Roubaix | Amstel Gold Race | Luik-Bast.‑Luik |  | WK op de weg |  | Wereldranglijsten |
| ---- | --------------- | ------------- | -------------------- | -------------- | ---------------- | --------------- |  | ------------ |  | ----------------- |
| 2015 |                 |               | 80e                  |                |                  |                 |  | opgave       |  |                   |
| 2016 | 74e             | opgave        |                      |                | 101e             | 126e            |  | 30e          |  |                   |
| 2017 | 114e            | opgave        |                      |                |                  |                 |  |              |  | 292e (UWT)        |
| 2018 | 54e             | opgave        | 40e                  | 27e            |                  |                 |  | opgave       |  | 196e (UWT)        |
| 2019 | 54e             | opgave        | 38e                  | opgave         |                  |                 |  | 34e          |  |                   |
| 2020 |                 | 42e           | 20e                  |                |                  |                 |  |              |  |                   |
| 2021 | 108e            | 13e           | 37e                  | opgave         |                  |                 |  | 33e          |  |                   |
| 2022 |                 |               |                      |                |                  |                 |  | 37e          |  |                   |
| 2023 | 62e             |               | 31e                  |                |                  |                 |  |              |  |                   |
| 2024 | 52e             | 64e           | 69e                  | 74e            |                  |                 |  |              |  |                   |
| 2025 | 94e             | opgave        | 89e                  | 75e            |                  |                 |  |              |  |                   |

Bystrøm verliet de Ronde van Italië in 2023 na een positieve test op COVID-19.

## Ploegen
- 2011 –  Team Øster Hus-Ridley (stagiair vanaf 1 augustus)
- 2012 –  Team Øster Hus-Ridley
- 2013 –  Team Øster Hus-Ridley
- 2014 –  Team Øster Hus-Ridley
- 2014 –  Team Katjoesja (stagiair vanaf 1 augustus)
- 2015 –  Team Katjoesja
- 2016 –  Team Katjoesja
- 2017 –  Team Katjoesja Alpecin
- 2018 –  UAE Team Emirates
- 2019 –  UAE Team Emirates
- 2020 –  UAE Team Emirates
- 2021 –  UAE Team Emirates
- 2022 –  Intermarché-Wanty-Gobert Matériaux
- 2023 –  Intermarché-Circus-Wanty
- 2024 –  Groupama-FDJ
- 2025 –  Groupama-FDJ

Belkov · Broett · Caruso · Goesev · Haller · Ignatenko · Ignatjev · Isajtsjev · Koetsjynski · Koeznetsov · Kolobnev · Kotsjetkov · Kozontsjoek · Kristoff · Losada · Moreno · Paolini · Porsev · Rodríguez · Rybakov · Selig · Silin · Smukulis ·  Špilak · Trofimov · Tsatevitsj · Tsjernetski · Vicioso · Vorganov · Vorobjov · Bystrøm (stagiair)
Belkov · Bystrøm · Caruso · Guarnieri · Haller · Isajtsjev · Koeznetsov · Kolobnev · Kotsjetkov · Kozontsjoek · Kristoff · Lagoetin · Losada · Machado · Moreno · Paolini · Porsev · Rodríguez · Selig · Silin · Smukulis ·  Špilak · Trofimov · Tsatevitsj · Tsjernetski · Vicioso · Vorganov · Vorobjov · Zakarin · Politt (stagiair) · Restrepo (stagiair)
Belkov · Bystrøm · Guarnieri · Haller · Isajtsjev · Koeznetsov · Kotsjetkov · Kozontsjoek · Kristoff · Lagoetin · Losada · Machado · Mamykin · Mørkøv · Politt · Porsev · Restrepo · Rodríguez · Silin · Špilak · Taaramäe · Tsatevitsj · Tsjernetski · Van den Broeck · Vicioso · Vorganov · Vorobjov · Zakarin · Maes (stagiair)
Belkov · Biermans · Bystrøm · Gonçalves · Haller · Hollenstein · Kišerlovski · Koeznetsov · Kotsjetkov · Kristoff  · Lammertink · Losada · Machado · Mamykin · Martin   · Mathis · Mørkøv · Planckaert · Politt · Restrepo · Špilak · Taaramäe · Vicioso · Würtz Schmidt · Zabel · Zakarin · Havik (stagiair)
Aït el Abdia · Aru · Atapuma · Bono · Bystrøm · Consonni · Conti · Costa · Đurasek · Ferrari · Ganna · Kristoff  · Laengen · Marcato · Martin · Mirza · Mori · Niemiec · Petilli · Polanc · Ravasi · Raboesjenka · Sutherland · Swift · Troia  · Ulissi
Aru · Bohli · Bystrøm · Consonni · Conti · Costa · Đurasek · Ferrari · Gaviria · Henao · Kristoff · Laengen · Marcato · Martin · Mirza · Molano · Mori · Muñoz · I. Oliveira · R. Oliveira · Petilli · Philipsen · Pogačar · Polanc · Ravasi · Raboesjenka · Sutherland · Troia  · Ulissi
Ardila · Aru · Bjerg · Bohli · Bystrøm · Conti · Costa · Covi · De la Cruz · Dombrowski · Formolo · Gaviria · Henao · Kristoff · Laengen · Marcato · McNulty · Mirza · Molano · Muñoz · I. Oliveira · R. Oliveira · Philipsen · Pogačar · Polanc · Ravasi · Raboesjenka · Richeze · Troia · Ulissi
Ardila · Ayuso (vanaf 15 juni) · Bjerg · Bystrøm · Conti · Costa · Covi · De la Cruz · Dombrowski · Fisher-Black (vanaf 14 juli) · Formolo · Gaviria · Gibbons · Hirschi · Kristoff · Laengen · Majka · Marcato · McNulty · Mirza · Molano · Muñoz · I. Oliveira · R. Oliveira · Pogačar · Polanc · Raboesjenka · Richeze · Trentin · Troia · Ulissi· Groß (stagiair)
Bakelants · Bystrøm · Claeys · De Gendt · Delacroix · Devriendt · Girmay · Goossens · Hermans · Hirt · Huys · Johansen · Kristoff · Meintjes · Page · Pasqualon · Peák · Petilli · Petit · Planckaert ·  Pozzovivo(vanaf 14/2) · Rota · Taaramäe · Thijssen · van der Hoorn · van Kessel · Van Melsen · van Poppel · Vliegen · Zimmermann · De Pooter (stagiair) · Mihkels (stagiair)
Bonifazio · Bystrøm · Calmejane · Costa · De Gendt · De Pooter · Girmay · Goossens · Herregodts · Huys · Johansen · Marit · Meintjes · Mihkels · Page · Paquot · Petilli · Petit · Planckaert · Rex · Rota · Smith · Taaramäe · Teunissen · Thijssen · van der Hoorn · van Poppel · Vliegen · Zimmermann